# Lista de pontes históricas do Alentejo
Esta é uma Lista de pontes históricas do Alentejo.
Portalegre
- Ponte de Nossa Senhora da Enxara, sobre o Rio Xévora, São João Baptista, Campo Maior
- Ponte de Vila Formosa, Alter do Chão / Crato
- Ponte Velha do Prado, Crato
- Ponte do Chocanal, Crato
- Ponte sobre a ribeira da Comenda em Gavião
- Ponte de Nossa Senhora da Ajuda, em Elvas
- Ponte da Portagem, em Marvão
- Ponte sobre o Rio Sever, em Marvão
- Ponte Romana de Monforte, Monforte
- Ponte Medieval sobre a Ribeira de Figueiró, Espírito Santo / Amieira do Tejo, Nisa

Évora
- Ponte Velha de Terena, sobre a Ribeira de Lucefecit, Vila de Terena, Alandroal
- Ponte Antiga da Estrada de Pavia, sobre a Ribeira do Divôr, Arraiolos
- Ponte da Varge, sobre a Ribeira de São Matias, Nossa Senhora de Guadalupe, Évora
- Ruínas da Ponte Antiga do Xarrama, Évora
- Ponte Antiga de Guadalupe, sobre a Ribeira de Valverde, Monte das Pedras, Nossa Senhora de Guadalupe, Évora
- Ponte do Lagar da Boa Fé, sobre a Ribeira de São Brissos, Nossa Senhora da Boa Fé, Évora
- Ponte de São Brás do Regedor, sobre a Ribeira de Peramanca, São Brás de Regedor, Évora

Setúbal
- Ponte Romana de Miróbriga, Santiago do Cacém
- Ponte Medieval sobre a Ribeira de Campilhas, Alvalade do Sado, Santiago do Cacém.

Beja
- Ponte Antiga sobre a Ribeira de Cobres, Almodôvar
- Ponte de Vila Ruiva, sobre a ribeira de Odivelas, Cuba
- Ponte de Santa-Clara-a-Velha, Santa-Clara-a-Velha, Odemira
- Ponte de Mértola ou Torre do Rio, Mértola
- Ponte sobre o Rio Brenhas, Moura
- Ponte sobre a Ribeira do Enxoé, Moura / Serpa